# Хамхоев, Ваха Висангиреевич
Ваха Висангиреевич Хамхоев (ингуш. Хамхой Висангире Ваха; 11 сентября 1952, Батпакты, Карагандинская область — 15 февраля 2014, Назрань, Ингушетия) — ингушский поэт, прозаик, драматург, переводчик и публицист. Народный писатель Ингушетии (2012).

## Биография
Ваха Хамхоев родился 11 сентября 1952 года на станции Актасты Осакаровского района Карагандинской области, куда были депортированы его родители. В 1957 году вместе с семьёй переехал на постоянное место жительства в село Экажево Назрановского района Чечено-Ингушской АССР.
В 1959 г. пошёл в 1-й класс, и в 1969 окончил Экажевскую СШ № 1.
После окончания школы, в 1969—1974 годах (до и после службы в армии) работал на различных строительных предприятиях и заводах в г. Орджоникидзе (Владикавказе). В 1970—1972 годах проходил на территории Западной Украины срочную армейскую службу в Военно-воздушных силах СССР. С марта по август 1974 года учился в Серноводском СПТУ на курсах водителей и после их окончания в течение 1 года работал в Назрановском РО «Сельхозтехника».
В августе 1975 года перешёл на работу в органы внутренних дел, где проработал водителем и милиционером дежурной части Назрановского РОВД до 1980 года.
С 1980 года жил в Назрани. В 1980—1981 годах учился в Школе младшего и среднего начальствующего состава Пожарной охраны МВД СССР (Воронеж), затем работал старшим инспектором Государственного пожарного надзора Назрановского РОВД, начальником Пожарной части № 1 города Назрань. После образования Ингушской Республики Хамхоев В. В. работал в МВД РИ в должности заместителя начальника Отдела Государственной противопожарной службы. В июне 1995 года в звании капитана внутренней службы вышел на пенсию по выслуге лет.
В 1983—1989 годах учился на заочном отделении филологического факультета Чечено-Ингушского университета им. Л. Н. Толстого, получил диплом специалиста по квалификации «преподаватель русского языка и литературы, ингушского языка и литературы».
В 2009 году по спискам партии «Единая Россия» был избран депутатом Городского совета муниципального образования «Городской округ город Назрань», в 2011 году переизбран на новый срок.
Умер 15 февраля 2014 года.

### Семья

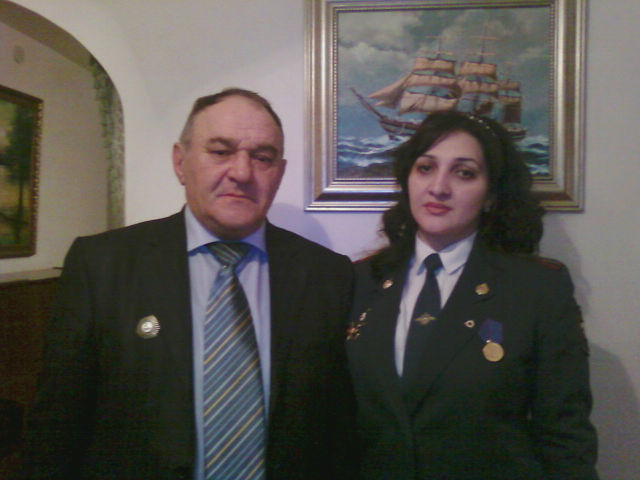
Ваха Хамхоев и дочь Дали

Жена — Айшет Юсуповна Котикова;
- дети — Дали, Яха, Чах, Мухаммед.

## Творчество
Писать художественные произведения начал ещё со школьных лет, принимая активное участие в драматургическом кружке самодеятельности. Интерес к художественной литературе и любовь к родному языку ему привили школьные педагоги. С благодарностью Ваха Висангиреевич вспоминал своих учителей — знатоков ингушского языка и литературы: Ахмеда Хамзатовича Гойгова (первого классного руководителя в 1959/60 учебном году), Мажита Экажева, Розу Сапралиеву, Рукият Албогачиеву, Ахмеда Гагиева, Магомеда Добриева, Юсупа Цечоева, Увойса Муталиева и Салмана Албогачиева.
В 1981 году Ваха Хамхоев участвовал в Республиканском (ЧИАССР) литературном конкурсе им. Саида Бадуева, где рассказ «Цӏена безам» («Чистая любовь») занял 3 место.
В 1994 году, в день 50-летия депортации ингушей и чеченцев, Ингушским Государственным драматическим театром имени Идриса Базоркина по его пьесе поставлен спектакль «Іоажал йоаца халкъ» («Бессмертный народ»).
Стихи, рассказы, пьесы, очерки и статьи Вахи Хамхоева печатались в районных и республиканских газетах, в литературных альманахах и журналах, в «Литературной Кабардино-Балкария», «Минги тау» («Эльбрус», на балкарском языке), в чеченском журнале «Вайнах», и исполнялись на ТВ. Также его стихи переведены на русский, кабардинский, калмыцкий языки.
На стихи Вахи Хамхоева написаны песни, они звучат в исполнении Раи Евлоевой, Любы Барахоевой, Айны Алиевой, Людмилы Мархиевой и других.
В 2001 г. Хамхоева В. В. приняли в члены Союза писателей Ингушетии, а в 2002 году — в члены Союза писателей России. Он являлся членом Клуба Кавказских писателей и Литературного Фонда России.
В апреле 2006 г. на общем собрании писатели избрали В.Хамхоева председателем Союза писателей Республики Ингушетия, который он возглавлял до февраля 2014 г.
В 2007 г. издательство «Сердало» («Свет») выпустило в свет первый сборник его рассказов и пьес «Къонахий» («Мужчины»), куда вошли написанные в разные годы рассказы, цикл кратких рассказов о выселении ингушей в 1944-м, и пьесы. Наряду с созданием художественных произведений он занимался и литературоведением. Ваха Хамхоев писал статьи и на общественно-политические темы и был известен как общественный деятель, принимающий активное участие в общественно-политической жизни Республики. Он являлся участником процесса принятия таких судьбоносных для ингушского народа Законов, как: «О реабилитации репрессированных народов» в 1991 году и «Об образовании Ингушской Республики в составе РСФСР» в 1992 году.
Являлся членом Экспертного совета по художественной литературе при Министре культуры РИ.
Влияние на творчество Вахи Хамхоева оказало его личное знакомство и общение с ингушскими писателями, как: Ахмет Боков, Ахмет Ведзижев, Ахмет Хамхоев, Магомет-Саид Плиев, Саид Чахкиев, а также многолетняя дружба с Идрисом Базоркиным, Юсупом Чахкиевым, Али Хашагульговым, Ибрагимом Торшхоевым.
Но кумирами для него в части ингушской словесности всегда были ингушские поэты и прозаики Тембот Беков и Капитон Чахкиев.
Основными темами произведений писателя являются — гуманизм, патриотизм, долг, достоинство, справедливость, уважение к личности. Занимался переводами произведений классиков русской и кавказской литературы на родной язык. Им переведены на ингушский язык стихи Александра Пушкина, Коста Хетагурова, Расула Гамзатова, Давида Кугультинова, Али Шогенцукова и Раисы Дидиговой.
Интервью, выступления и статьи Хамхоева В. В.
- Совместное интервью корр. М.Барахоева с Я.Куштовым, И.Кодзоевым и В.Хамхоевым «Халкъа лоӏам». № 28 (7970) за 7 марта 1991 г.
- Интервью Р.Тумгоевой с В.Хамхоевым «Будем мы — будет республика» № 18 (9049) за 5 февраля 2002 г.
- Интервью газете «Сердало». «Нужно время и наши усилия». № 109 за 24 июля 2002 г.
- Интервью «Метта хозал цун хозалах йоал». № 124 (9723) 14.09.2006 г.
- Интервью-беседа. «Писатель и общество» № 50 (9817) за 10 апреля 2007 г.
- Беседа на круглом столе «Кто мы, кем мы были, кем можем стать?» с участием Ю. Чахкиева, А. Мальсагова, Г. Гагиева и В. Хамхоева № 79 (8946) за 24 июля 2001 г.
- Выступление на 1-м съезде мусульман Ингушетии «Динца лоаттабаь тӏом». № 19 (8347) за 4 мая 1994 г.
- Выступление на «Научно-практической конференции (по политической и правовой оценке событий октября-ноября 1992 года)». № 40 (8349) за 28 сентября 1994 г.
- Выступление «Роль литературы в духовно-нравственном возрождении ингушского народа». Материалы Научно-практической конференции, прошедшей 21 декабря 1996 года. Саратов.1997 г.
- Выступление в Москве, на юбилее Джамалдина Яндиева. № 166 (9765) за 23 декабря 2006 г.
- Выступление в Твери в поддержку В. В. Путина. № 151 (9919) 22.11.07 г.
- «Письмо к писателям Осетии» (письмо, написанное в 1988 году, даётся с предисловием). № 33 (8320) за 18 мая 1993 г.
- Статья «Цхьоагӏонца — дагалаттачунга». № 65 (8010) за 1 июня 1991 г.
- Статья «Хетачохи дагалаттачохи». № 36 (8323) 28 мая 1993 г.
- Статья «Нравственные устои народа». № 1 (8351) за 24 января 1995 г.
- Статья «Разделившая участь народа» (о газете «Сердало») № 2 (8352) за 31 января 1995 г.
- Статья «А всё таки она восторжествует…» (к 4-й годовщине Закона РФ «О реабил. репрессиров. народов»). № 18 (8417) за 4 июня 1996 г.
- Статья «Ей только 4 года. А впереди…» № 23 (8422) за 4 июня 1996 г.
- Статья «От пробуждения духа — к возрождению духовности» № 63 (8848) за 18 октября 2000 г.
- Статья «Помнить и не торопиться». № 67 (8852) за 31 октября 2000 г.
- Статья «Не вздумайте унижать ингушей, пугать. Они этого не любят.» (ко дню рождения Идриса Зязикова). № 16 (31 января 2002 г.
- Статья «Слово о личности» (об Аддал-Хамиде Тангиеве) № 65 (9096) за 27 апреля 2002 г.
- Статья «Умар Димаев — в памяти народа». № 168(9199)за 5 ноября 2002 г.
- Статья «В добрый путь, Ингушетия!». № 99 (9130) за 6 июля 2002 г.
- Статья « — Хасан, ты знаешь, в чём смысл жизни?» (о И.Зязикове). № 14 (9239) за 30 января 2003 г. (перепечатка с «Сердало» за 1996 год).
- Статья «О наболевшем с грустью и всерьёз» (о состоянии литературы). № 19 (9234) за 8 февраля 2003 г.
- Статья «Не стало Приставкина». № 106 (10004) за 17 июля 2008 г.
- Статья «А был гвоздь, или кто заинтересован в очередной провокации?» № 86 (9853) за 21 июня 2007 г.
- Статья «Долг памяти» (о выселении) № 26 (9241) за 22 февраля 2003 г.

Статьи о писателях и литераторах
- «Слово об Идрисе Базоркине». № 40 (8327) за 16 июня 1993 г. (указано 4 автора, но написано В.Хамхоевым).
- «Жизнь, помноженная на талант» (Об Али Хашагульгове). № 3 за 7 февраля 1995 г.
- «Тахан дезткъеи пхиъ шу даргдар Идриса…». (Об Идрисе Базоркине) № 21 (8371) за 14 июня 1995 г.
- «Восходящая звезда поэзии» (Об Амире Марзаганове). № 66 (8851) за 28 октября 2000 г.
- «Воти, ты знаешь Базоркина?..» № 59 (8926) за 14 июня 2001 г.
- «Вешалаш Чахкиев Капитон». № 108 (8975) за 12 сентября 2001 г.
- «О романе А.Бокова „Багровые зори“. № 142 (9006) за 13 ноября 2001 г.
- „Ткъоалагӏча бӏаьшерен тӏеххьара эзде“ (О Салмане Озиеве). № 15 (9230) за 1 февраля 2003 г.

Развёрнутые предисловия к книгам
- Али Хапшагульгова (сб. стихов „Лоаме“, под псевдонимом В.Чахов)
- Хаджи-Бекира Муталиева (сборник прозы и поэзии „Хержараш“)
- Иссы Кодзоева (роман „Гӏалгӏай“ (Зоазо)»
- Абаса Матиева (роман «Аьттув»)
- Гирихана Гагиева (первый сборник стихов из 4-томного собрания)
- Эсет Теркакиевой (сборник рассказов и пьес «Гӏоза кхаъ»)

Хамхоев Вахех яьздаьр
- Ялхороева Марем. «Американка Лиз Кэнатан напутствовала на ингушском». № 61 (8928) за 19 июня 2001 г.
- Горчханов Бадрудин. «Кегаеннача» заман сурт Хамхоев Вахий произведенешка" (йоазонхочун 50 шу дизарга). № 143 (9174 за 21 сентября 2002 г.
- Илиева Марем. «Встреча с матерами слова» (посвящённая творчеству Вахи Хамхоева). № 105 (9320) за 14 августа 2003 г.
- Угурчиев Азмат-Гири. «Адамий безамах ма валва хьо». (Ваьча денна хетаяь статья). № 122 (9890) за 11 сентября 2007 г.

## Награды

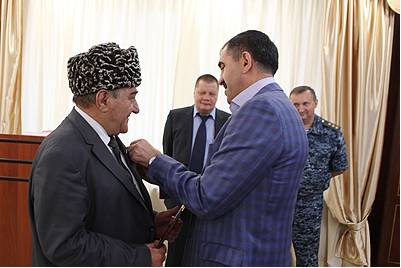
Народный писатель у Главы РИ

- Орден «За заслуги» (Указ Президента Республики Ингушетия от 7 июля 2002).
- Благодарность Председателя Совета Федерации ФС РФ (2010).
- Почётное звание «Народный писатель Республики Ингушетия»[2] (Указ Главы РИ от 11.9.2012).
- Почётный серебряный орден «Общественное признание» (Россия).